# عسلة دائمة الخضرة
العسلة دائمة الخضرة (باللاتينية: Lonicera sempervirens) نبات زينة متسلق ينتمي إلى جنس العسلة من الفصيلة الخمانية.

## البيئة والانتشار
موطنها شرق الولايات المتحدة وكندا.

## الوصف النباتي
نبات معمر دائم الخضرة ومتسلق قد يصل ارتفاعه إلى ستة أمتار. الساق مجوفة أسطوانية بنية لا تتقشر. الأوراق متقابلة. الأزهار وردية طولها من 2-4 سم.

## معرض صور

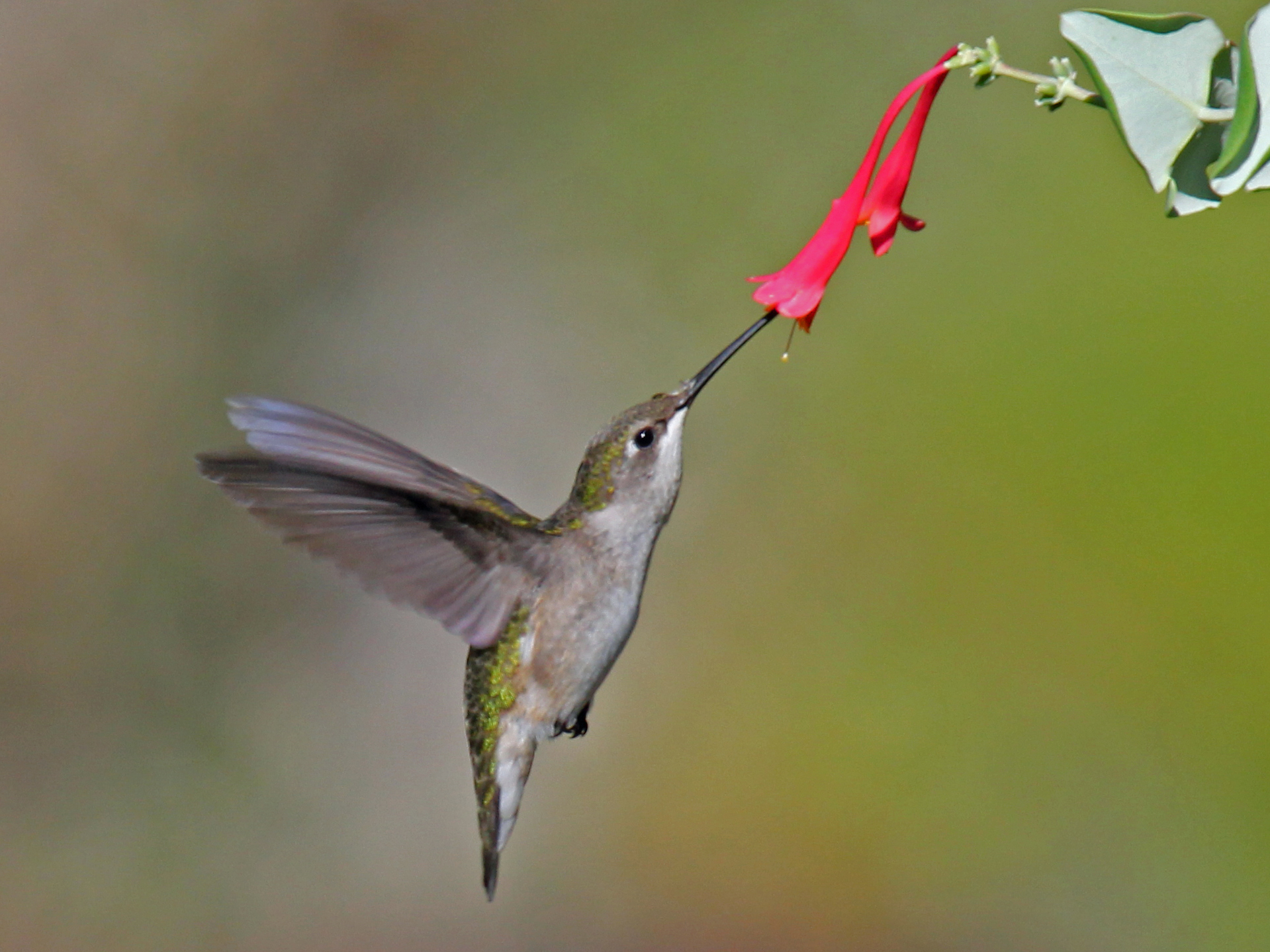
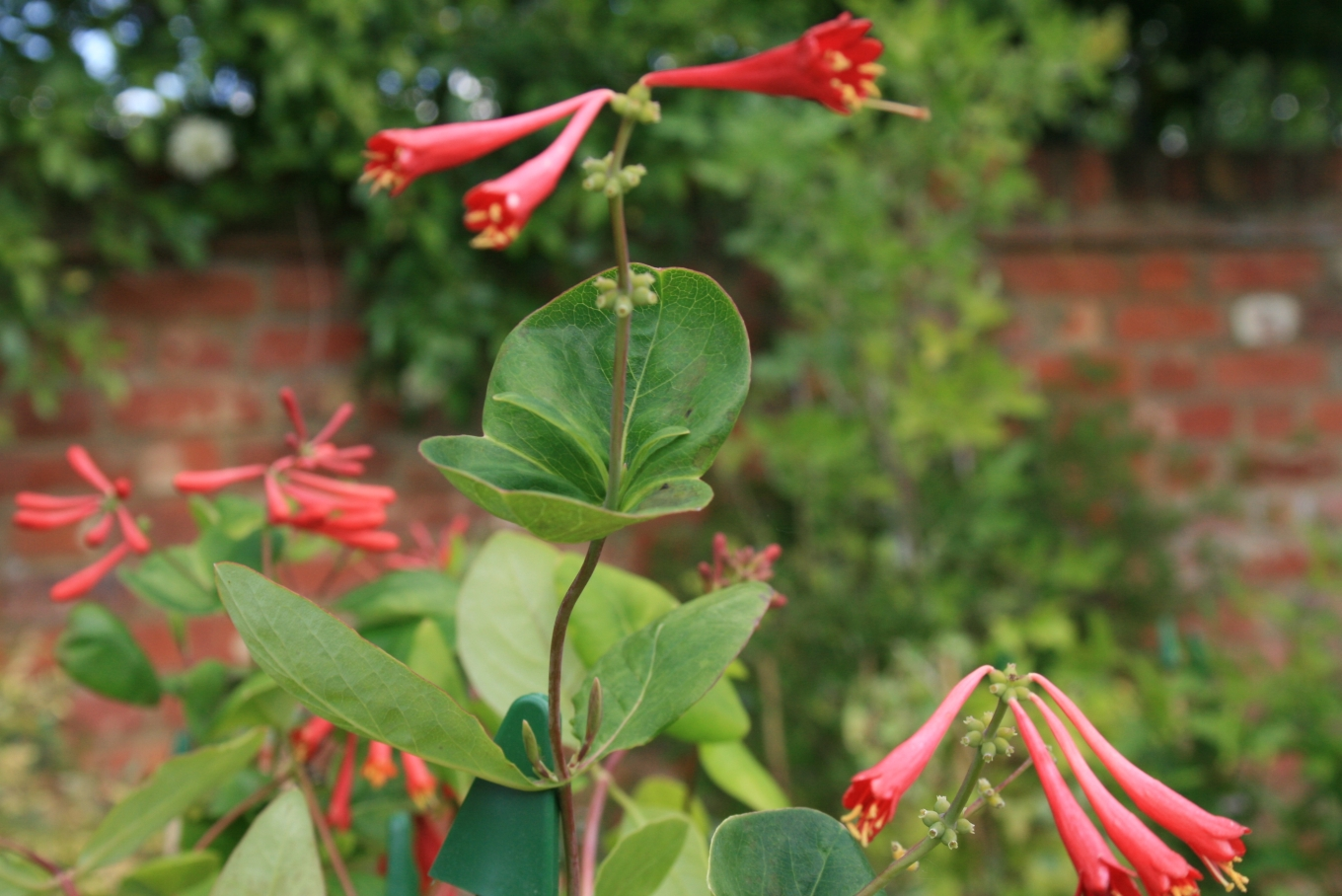
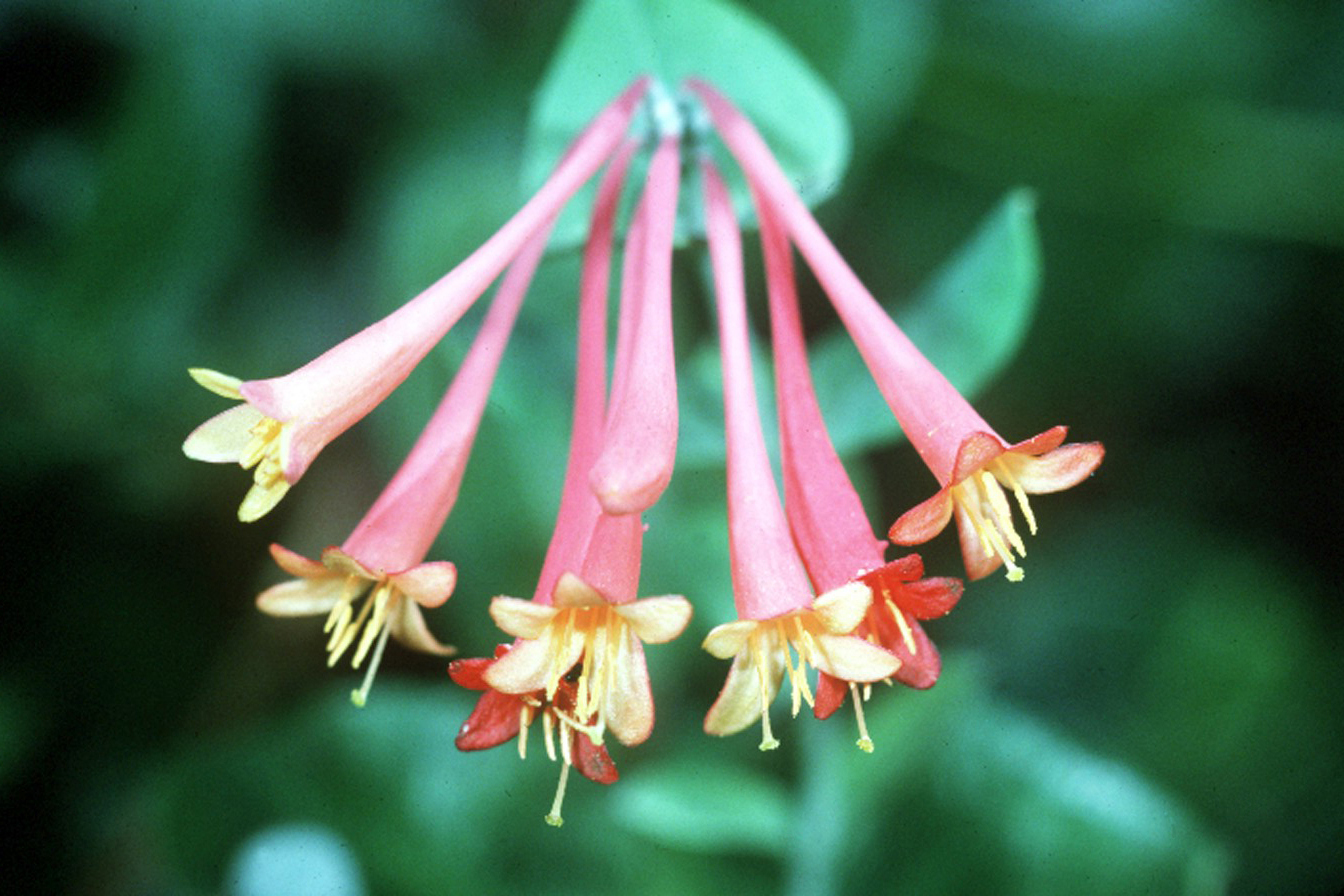
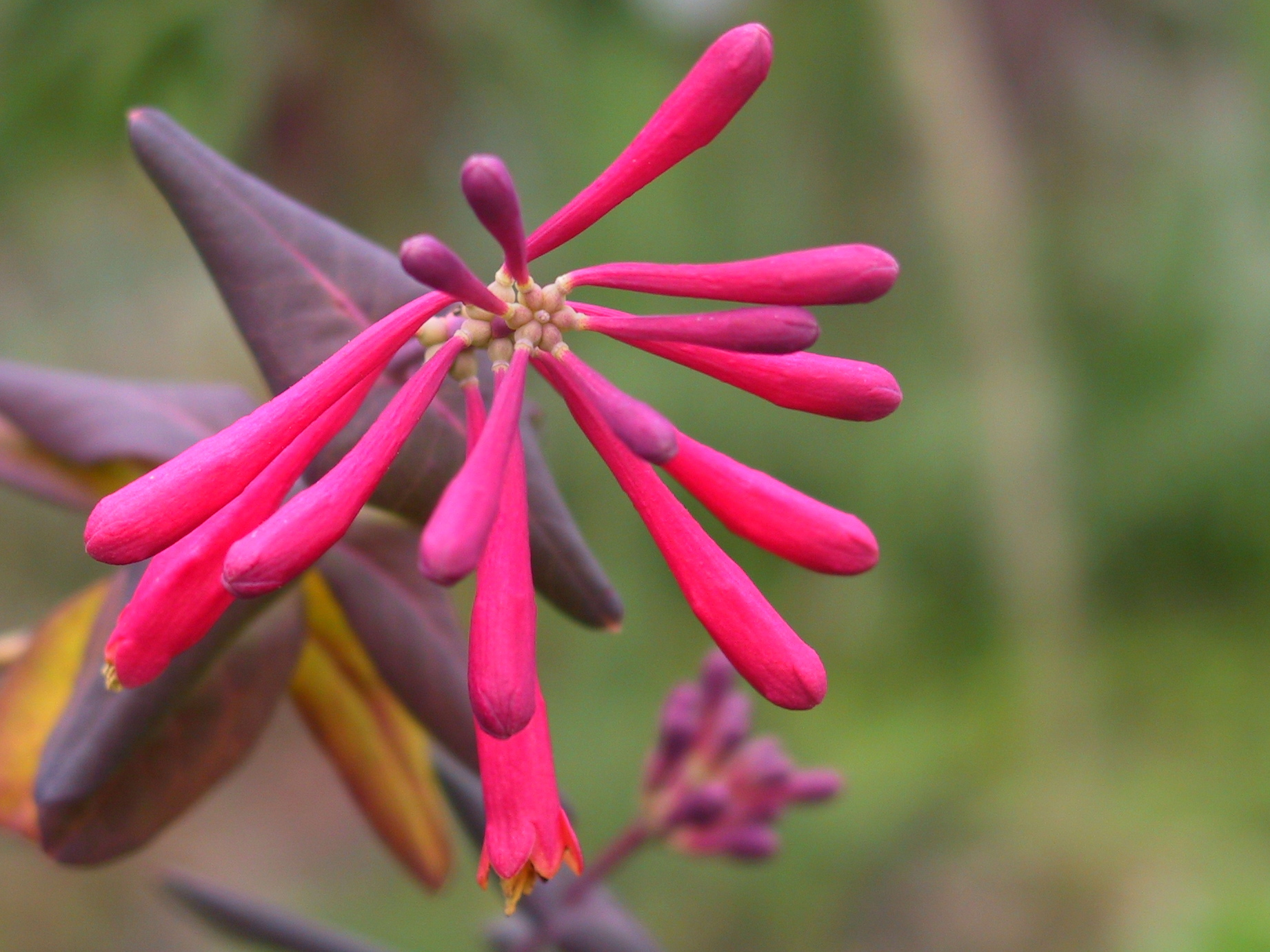
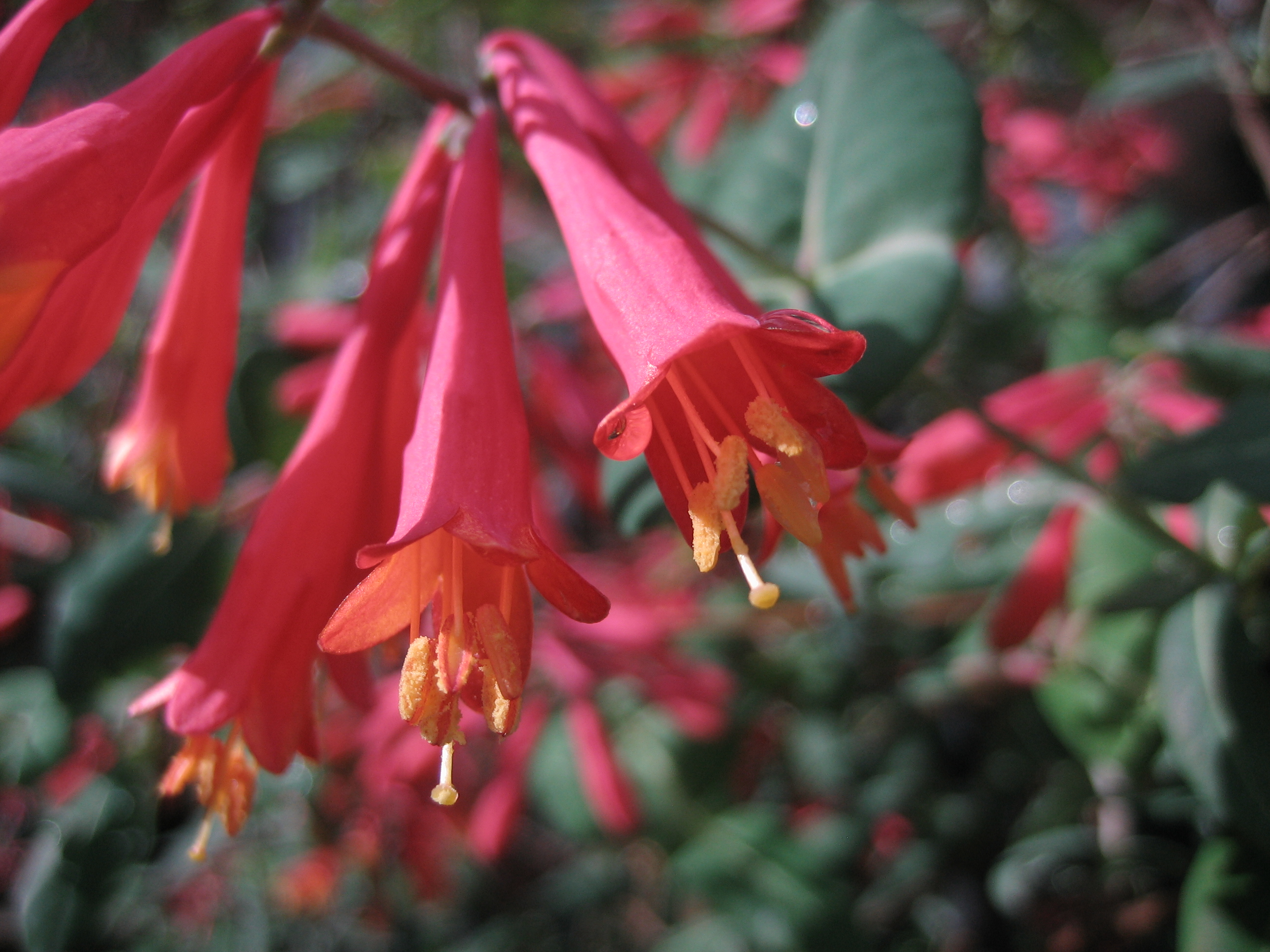